# Upplands runinskrifter 659
Upplands runinskrifter 659 är en vikingatida runsten av i Nibble, Håtuna socken och Upplands-Bro kommun. 
Runstenen är 1,75 meter hög och 1,6 meter bred vid basen. På stenen finns runslingor i form av ormdrakar, inramande ett malteserkors. Runhöjden är cirka 8 centimeter. Stenen hittades vid timmerhuggning 1927 och restes följande år på fyndplatsen, vilken av allt att döma också är stenens ursprungliga plats.

## Inskriften
Translitterering av runraden:
· kaiʀbiarn · auk · kyliʀ · auk · iukaiʀ · auk · o... raisa stain · aftiʀ · kaiʀmunt · karl
Normalisering till runsvenska:
Gæiʀbiorn ok Gylliʀ ok Iogæiʀʀ ok ... ræisa stæin æftiʀ Gæiʀmund karl.
Översättning till nusvenska:
Gerbjörn och Gyller och Joger och ... resa stenen efter Germund bonde.